# Fachinformationsdienst Benelux / Low Countries Studies
Der Fachinformationsdienst Benelux / Low Countries Studies (FID Benelux) ist ein Service der Universitäts- und Landesbibliothek Münster (ULB Münster) im Rahmen des von der Deutschen Forschungsgemeinschaft geförderten Programms der Fachinformationsdienste für die Wissenschaft.
Dieses bundesweit angelegte Förderprogramm ist das Nachfolgeprogramm des Ende 2015 ausgelaufenen Systems der Sondersammelgebiete an deutschen wissenschaftlichen Bibliotheken. Es verfolgt das Ziel, Wissenschaftlerinnen und Wissenschaftlern in Deutschland unabhängig vom Standort ihrer Tätigkeit einen möglichst schnellen und direkten Zugriff auf Spezialliteratur und forschungsrelevante Informationen zu bieten. Die Fachinformationsdienste ergänzen die Informationsinfrastrukturen der Hochschulen und Forschungseinrichtungen durch überregionale Dienstleistungen für den Spezialbedarf.

## Geschichte
Der Sammelschwerpunkt Niederländischer Kulturkreis hat eine lange Tradition an der ULB Münster. Im historischen Altbestand der Bibliothek befinden sich zahlreiche bedeutende Publikationen über die Niederlande und Flandern aus der Zeit vom 14. bis zum Beginn des 20. Jahrhunderts.
Eine erste finanzielle Unterstützung der Münsteraner Sondersammlung erfolgte in den zwanziger Jahren des vergangenen Jahrhunderts durch die Notgemeinschaft der Deutschen Wissenschaft. Im Jahr 1949 wurde der Sammelschwerpunkt als Sondersammelgebiet (SSG) Niederländischer Kulturkreis in den Sondersammelgebietsplan der Deutschen Forschungsgemeinschaft aufgenommen. Dieses Sondersammelgebiet wurde von 2006 bis 2015 in Kooperation mit der Universitäts- und Stadtbibliothek Köln fortgeführt als SSG Benelux.
Nach dem Ende der Sondersammelgebiete konnte die ULB Münster den FID Benelux im Jahr 2016 als zentrale Anlaufstelle für forschungsrelevante Literatur und Informationen über die Kultur und Gesellschaft der Beneluxländer sowie forschungsunterstützende Services für diesen Bereich etablieren.

## Profil
Als regionaler Fachinformationsdienst mit multidisziplinärer Ausrichtung richtet sich der FID in erster Linie an die Disziplinen Niederlandistik, Geschichte, Politik, Soziologie, Kulturanthropologie/Volkskunde, Geografie und Landeskunde. Ziel des FID ist es, ein umfassendes Literatur-, Informations- und Beratungsangebot mit elektronischen Mehrwertdiensten zu verbinden, die sich unmittelbar am Bedarf der Fachwissenschaft orientieren. Zu diesem Zweck wird eng mit einer Reihe wissenschaftlicher Bibliotheken und Informationseinrichtungen im Bundesgebiet und in den Beneluxstaaten kooperiert.

## Angebote
Zum Serviceportfolio des FID Benelux zählen u. a. folgende Komponenten:
- beneluxbezogene Spezialliteratur in gedruckter und elektronischer Form
- das FID Benelux-Rechercheportal
- ein Verzeichnis der Beneluxforschung im deutschsprachigen Raum
- Open-Access-Publikationsdienste
- ein Digitalisierungsservice
- der Aufbau von Fachbibliografien
- das FID Benelux-Blog
- Beratungs- und Unterstützungsdienste für die Wissenschaft

## Standort
Die physischen Buch- und Medienbestände des FID Benelux befinden sich im Besitz der ULB Münster. Ein Großteil des niederlandebezogenen Bestandes ist in der Bibliothek im Haus der Niederlande (BHN) untergebracht, wo er gemeinsam mit den Beständen des Instituts für Niederländische Philologie sowie des Zentrums für Niederlande-Studien der Universität Münster aufgestellt ist. Die BHN ist die größte Spezialbibliothek für den Bereich der Niederlandeforschung im deutschsprachigen Raum.